# Engelsburg Recklinghausen

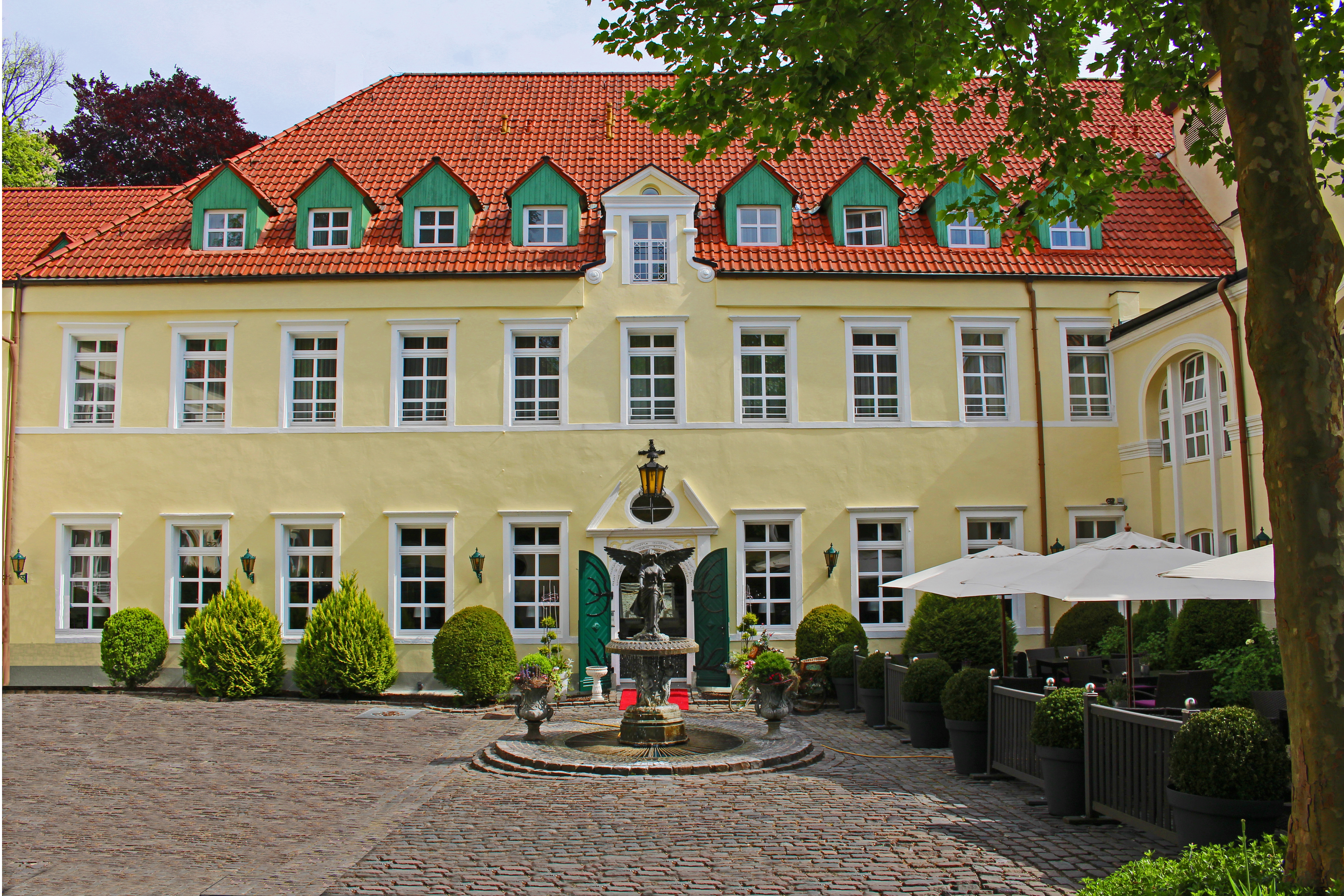
Die Engelsburg: Innenhof mit Brunnen

Die Engelsburg in Recklinghausen ist ein barocker, hufeisenförmiger Residenzbau des frühen 18. Jahrhunderts. Die Engelsburg liegt im Westen der Recklinghäuser Altstadt und grenzt an den Herzogswall mit dem einzig erhaltenen Teil der mittelalterlichen Stadtmauer.

## Geschichte

### Wohnsitz des Richters Münch

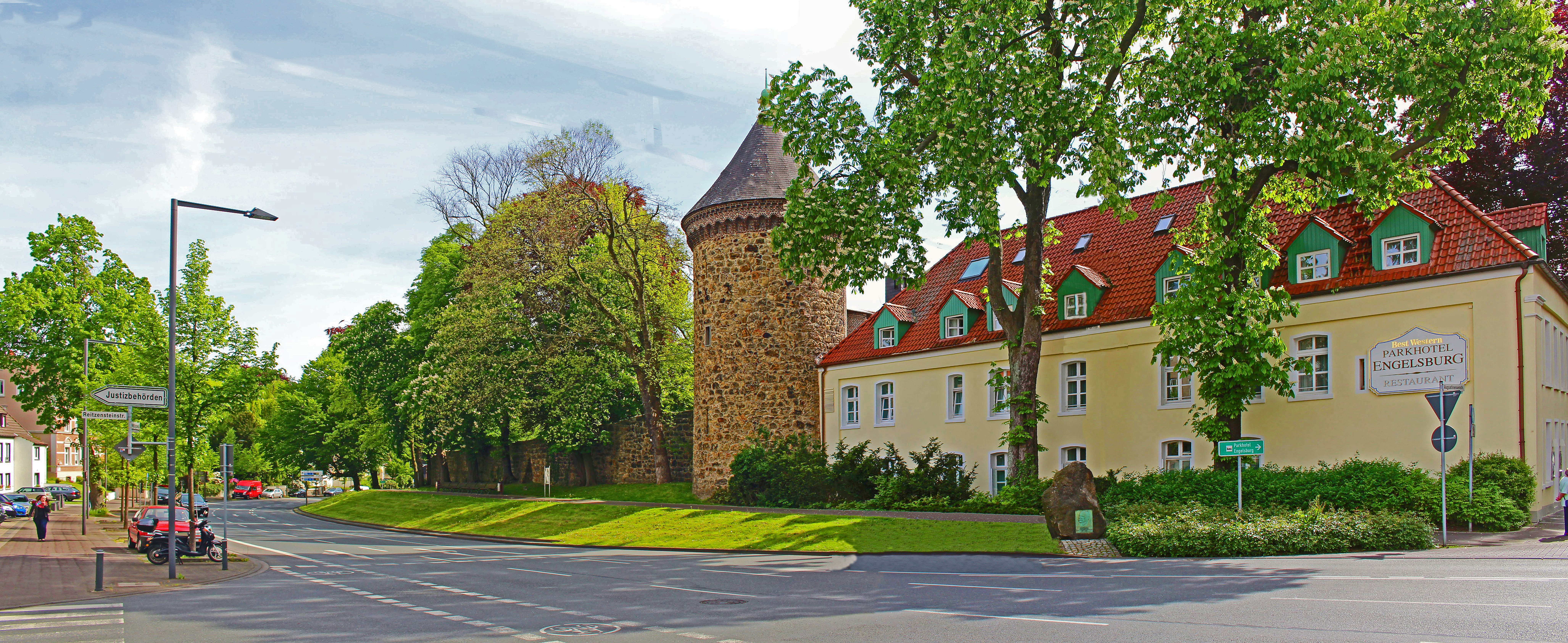
Stephansturm und Engelsburg (Westflügel)

Der kurfürstlich-kölnische Statthalter und Richter Clamor Constantin Münch ließ sich um 1701 einen Wohnsitz errichten. Der Bau bestand aus einem Herrenhaus und einem östlich anschließenden freistehenden Wirtschaftstrakt. Im Winkel der Flügel stand ein rechteckiger Turm mit welscher Haube. Der Eingang  des zweigeschossigen Herrenhauses wurde in der mittleren der elf Fensterachsen angelegt. Der symmetrische Bau zeigt mit dem von Pilastern und Rosetten flankierten Rundbogenportal und einem gesprengten Giebel darüber Elemente italienischer Renaissance. Der Rundbogen selbst trägt die eingemeißelte Inschrift „ANTE FORES PATRIS SUNT INSCULPTA SEQENTES SPARTAM NANCTI HANC ADORANT“ („Die vor der Tür des Vaters freigelassene Skulptur schmücken nach Erlangung des Erbes die Nachfolger“). Die hervorgehobenen Buchstaben MDCCI verweisen dabei als Chronogramm auf das Erbauungsjahr 1701.
1712 kaufte Münch einen Teil der mittelalterlichen Stadtmauer. Den südlichen Wachturm Stephansturm ließ er in den bis 1715 erbauten Westflügel integrieren. Durch die nun dreiflügelige Anlage wurde ein rechteckiger Innenhof eingeschlossen. Zur Augustinessenstraße im Süden schloss eine Ziegelsteinmauer ab, die Zufahrt bildete ein Rundbogenportal aus Sandstein mit einem Steinkreuz mit der Inschrift „In hoc signo vinces“ („Unter diesem Zeichen wirst du siegen“) darauf. Hinter dem Herrenhaus zog sich ein Garten entlang der alten Stadtmauer bis zum zweiten Wachturm.

### Bissinghus und arenbergischer Verwaltungssitz
Als Clamor Constantin Münch 1751 starb, erbte seine Enkelin, Catharina Biesten (geb. Münch) die Engelsburg. Nach ihrem Mann, dem Geheimrat Biesten, wurde die Engelsburg Bissinghus genannt. 1795 quartierte sich ein Teil des nach der Kanonade von Valmy aus Bonn geflüchteten Regierungskollegiums in der Engelsburg ein. 1802 richtete der Herzog Ludwig-Engelbert von Arenberg seinen Verwaltungssitz in der Engelsburg ein. Nachdem die Eigentümerin Catharina Biesten am 28. Oktober 1818 verstorben war, verkauften die Erben den Besitz am 27. Mai 1819 für 3.300 Reichsthaler an den Sohn des Herzogs, Prosper-Ludwig von Arenberg. Er wurde wenige Monate später selbst Herzog und ließ das Obergeschoss des Westflügels zur herzoglichen Generaldomäneninspektion ausbauen. Ab 1820 bewohnte die Familie des arenbergischen Verwalters, des Hofkammerrates Landschütz, Teile der Engelsburg, ihr letzter Bewohner war der Hofkammerpräsident Ernst Russell, der 1895 auszog.

### Kasino Engelsburg
Auch die herzogliche Verwaltung zog nach Düsseldorf und die Engelsburg wurde am 26. März 1904 an die Gesellschaft Engelsburg verkauft. Diese Kasino-Gesellschaft wurde von Recklinghäuser Bürgern gegründet, um in der Engelsburg kulturelle Veranstaltungen und sportliche Aktivitäten für die Oberschicht zu ermöglichen. Der Ostflügel und der rechteckige Turm des Herrenhauses wurden abgerissen. An deren Stelle wurde ein Neubau mit Konzertsaal und einer Kegelbahn neu errichtet, im Garten wurde ein Tennisplatz angelegt.
Ab dem 13. Januar 1923 besetzten französische Truppen im Rahmen der Ruhrbesetzung die Engelsburg. Bei ihrem Abzug am 20. Juli 1925 waren große Teile der Inneneinrichtung zerstört. Im Juli 1939 bezog das Vestische Archiv den Stephansturm und Teile des Westflügels. 1945 beschlagnahmten englische Besatzer die Engelsburg.
Am 10. Juli 1948 wurde die Casino-Gesellschaft Recklinghausen als Nachfolger der 1945 aufgelösten Gesellschaft Engelsburg gegründet. Sie organisierte Lesungen der Literarischen Gesellschaft und des Klausener-Bundes (benannt nach Erich Klausener), Vorträge der Volkshochschule und des Vereins für Orts- und Heimatkunde sowie Konzerte. Nach einigen Umbauten zog die städtische Volksbücherei, das Auslandsinstitut Die Brücke und erneut das Vestische Archiv in Räume der Engelsburg ein.

### Hotel Engelsburg
Um 1950 wurde die Casino-Gesellschaft Recklinghausen in die Engelsburg Haus- und Grundbesitz GmbH überführt. Die Industriellen Kufus und Still aus Recklinghausen und Schweisfurth aus Herten planten in der Engelsburg ein Luxushotel zu errichten, die Genehmigung dazu erfolgte 1952. In den 1950er Jahren wurden die Gebäude dann grundlegend renoviert. 1973 wurde das Parkhotel Die Engelsburg eröffnet. Am 24. November 1982 wurde die Engelsburg unter Denkmalschutz gestellt.
1990 wurde die Stadt Recklinghausen Eigentümer der Engelsburg und verkaufte das Gebäude am 5. Juli 1993 an den Recklinghäuser Unternehmer Theo Feldmann. Das Gartengrundstück wurde an den Recklinghäuser Unternehmer Hugo Ibing verkauft, der dies 1994 an Theo Feldmann weiterverkaufte.
Dieser restaurierte die Engelsburg und baute in einem Teil des Parks eine Hotelerweiterung und Eigentumswohnungen.
Im Januar 1995 wurde das Best Western-Parkhotel Engelsburg mit einer dreigeschossigen Suite im Stephansturm eröffnet.

## Inneneinrichtung
Bedeutsam ist der Gartensaal mit barocker Stuckdecke und Steinkamin, der daher auch Kaminzimmer genannt wird. Den Kamin ziert das arenbergische Wappen mit drei goldenen Mispelblüten auf rotem Grund. Es wird jedoch vermutet, dass er zuvor das kurkölnische Wappen trug. Das denkmalgeschützte Kaminzimmer wurde am 21. August 2005 von Kardinal Camillo Ruini und Propst Heinrich Westhoff  nach dem neuen Papst Benedikt XVI. benannt und gesegnet.

## Name Engelsburg
Die Namensgebung ist nicht unstrittig. Am wahrscheinlichsten gilt eine Herleitung von der römischen Engelsburg. Das Gelände ist nach dem Stadtbrand von 1500 unbebaut geblieben und wurde „Im Rom“ genannt. Die ursprüngliche Bedeutung (vermutlich einfach „im Raum“ oder nach dem sumpfigen Boden „Rahmigkeit“) geriet in Vergessenheit und wurde ab dem 17. Jahrhundert auf die Stadt Rom bezogen. Vermutlich kam der Bezug dann über die Recklinghäuser Petruskirche und ihre römische Entsprechung, den Petersdom, der in enger Verbindung zur römischen Engelsburg stand. Eine weitere religiöse Beziehung bestand zwischen der Recklinghäuser Engelsburg und dem benachbarten ehemaligen Augustinessenkloster und seit der Mitte des 18. Jahrhunderts führte die sogenannte Dukaten-Prozession durch die Engelsburg.